# Багысова, Жибек Есекеевна
Жибек Есекекызы Багысова (8 октября 1940 г.род Степняк, Акмолинская область) — советская и казахская актриса театра. Народная артистка Казахской ССР (1980). Заслуженная артистка Казахской ССР (1967).

## Биография
- Жибек Багысова В 1940 году 8 октября родилась г. Степняк, Акмолинская область
- Отец - Рузисулы Эсеке, погибший в Великой Отечественной войне.
- Мать - Габдулмажитова Турсун-Кабай (1923-2000)
- Окончила вокально-хоровую студию при Казахском государственном академическом театре оперы и балета имени Абая (1959)
- В 1960 — 1995 годы - работала в Кызылординском областном драматическом театре.
- с 1995 года в коллективе Акмолинского областного казахского музыкально-драматического театра имени Ш.Кусаинова.

## Основные роли на сцене
- На сцене театра исполняла разные роли, среди них роль: Карагоз, Карлыга, Жузтайлак («Карагоз», «Каракыпчак Кобланды» и «Ночные раскаты» Ауэзова), Ева Бройер («На чужбине» К. Мухамеджанова), Актоты («Ахан сере - Актоты» Г.М. Мусрепова), Ажар («Сильнее смерти» С.Н. Жунусова), Камажай («Старшая сестра» Д. Исабекова), Алиман, Толганай («материнское поле» по Ч.Т. Айтматову), Шапак («В ночь лунного затмения» М.С. Карима), Тата Нерадова («Между ливнями» А.П. Штейна), Регана («Король Лир» У.Шекспира) и другие.
- Сценические образы, созданные ею отличаются яркими красками национального казахского колорита. Актриса утвердительно выражает глубокие эмоциональные переживания своих героинь.

## Награды и звания
- 1967 — Присвоено почетное звание «Заслуженная артистка Казахской ССР» и Почетные грамоты Верховный Совет Казахской ССР
- 1970 — Медаль «В ознаменование 100-летия со дня рождения Владимира Ильича Ленина»
- 1975 — Медаль «Ветеран труда»
- 1980 — Присвоено почетное звание «Народная артистка Казахской ССР» (За огромный вклад в развитие и становление театрального искусства)
- 1980 — Почетные грамоты Верховный Совет Казахской ССР
- 2001 — Награждена Благодарственным письмом Президента Республики Казахстан Нурсултана Назарбаева
- 2001 — Президентская стипендия в области культуры Республики Казахстан
- 2009 — Государственная стипендия в области культуры Республики Казахстан[1]
- 2010 — Присвоено почетное звание «Почетный гражданин города Кокшетау»
- 2011 — Орден Парасат из рук президента РК (за вклад в развитие отечественного театрального искусства)[2]
- 2011 — Медаль «20 лет независимости Республики Казахстан»